# Глен Елин (Илиноис)
Глен Елин (енгл. Glen Ellyn) град је у америчкој савезној држави Илиноис.

## Демографија
По попису из 2010. године број становника је 27.450, што је 451 (1,7%) становника више него 2000. године.
| Група             | 2000.          | 2010.          |
| Белци             | 23.476 (87,0%) | 22.667 (82,6%) |
| Афроамериканци    | 575 (2,1%)     | 810 (3,0%)     |
| Азијати           | 1.280 (4,7%)   | 1.780 (6,5%)   |
| Хиспаноамериканци | 1.275 (4,7%)   | 1.801 (6,6%)   |
| Укупно            | 26.999         | 27.450         |